# Szimikion
A szimikion (σιμίκιον) vagy szimikon (σιμικόν) ókori pengetős hangszer. 
A Kr. u. 2. században élt Pollux az egyetlen görög szerző, aki említést tesz róla, az epigoneion nevű hangszerrel hozza kapcsolatba, de az utóbbitól eltérően nem 40, csak 35 húrosnak írja le. 
A mai hangszertudomány mindkét hangszert egyfajta lapciterának véli széles, lapos hangszertest fölött a tetőlappal párhuzamosan futó húrokkal. Egy elmélet szerint elképzelhető, hogy a szimikion feltalálója, névadója egy Szimosz nevű Kr. e. 5. századi zenetudós, és eredetileg nem zenei előadás célját szolgálta, hanem a különböző hangsorok tanulmányozására készült.